# Дзядура, Юзеф
Юзеф Виктор Дзядура (пол. Józef Wiktor Dziadura; 21 мая 1917, Слупица — 26 сентября 1997, Варшава) — генерал бригады Народного войска польского.

## Биография
Окончил 7 классов средней школы в довоенные годы, работал в кузнице и в деревне у родителей. В 1937—1938 годах проходил воинскую службу в 1-м дивизионе бронепоездов в Легионово. По окончании школы младших офицеров стал капралом и командиром отделения. В 1939 году некоторое время работал на железной дороге охранником. Участник обороны Польши в сентябре 1939 года, после польского похода РККА попал в плен и отправлен в Сибирь, где работал машинистом до 30 сентября 1940 года.
С 12 июля 1943 года — в Народном войске польском, служил в 1-й и 2-й Варшавских пехотных дивизиях. В составе 2-й Варшавской дивизии имени Генрика Домбровского служил во 2-м дивизионе самоходной противотанковой артиллерии, будучи командиром взвода и отделения. С августа 1943 года командир взвода противотанковых САУ, 22 августа 1943 года произведён в хорунжие. С 11 сентября 1944 по 31 декабря 1945 года — курсант Офицерской школы 1-й армии Войска польского, 18 декабря 1944 года произведён в подпоручики и командиры роты. Поручик (23 мая 1945 года). С 3 марта по 30 сентября 1947 года слушатель курсов командиров батальонов в Высшей школе пехоты в Рембертуве, до 14 декабря 1949 года исполняющий обязанности начальника штаба и командира 37-м пехотным полком.
Майор (27 марта 1948), командир 18-м пехотным полком с 15 декабря 1949 года С 1 октября 1951 по 7 августа 1952 года — на офицерских курсах Академии Генерального штаба. С 8 августа 1952 года — командир 1-го пехотного полка, произведён в подполковники. Командир 1-й Варшавской пехотной дивизии с 20 ноября 1952 по 10 октября 1955 года. С 9 июля 1955 года — полковник, с 11 октября 1955 по 7 декабря 1956 — командир 5-й Саксонской пехотной дивизии. Начальник 3-го отдела Главного управления военной подготовки, комендант Варшавского гарнизона с 1963 года, начальник воеводского военного штаба. В 1959 году окончил Военную академию Генерального штаба ВС СССР имени К.Е.Ворошилова.
6 октября 1962 года указом Государственного совета ПНР № 42/62 произведён в генералы бригады по предложению Александра Завадского. C 14 октября 1972 по 1 октября 1973 — глава польской военной миссии в Международной комиссии в Корее. Со 2 октября 1973 года в распоряжении Министерства национальной обороны ПНР. 6 июня 1975 года отправлен в отставку по решению Государственной военно-медицинской комиссии.

## Награды
- Командор ордена Возрождения Польши (1974)[2]
- Орден «Знамя Труда» II степени (1963)
- Кавалер ордена Возрождения Польши (1958)
- Серебряный крест ордена Virtuti Militari (1945)[2]
- Крест Храбрых (1945)
- Серебряный крест Заслуги (1951)
- Медаль «За Варшаву 1939—1945» (1951)
- Медаль «За Одру, Нису и Балтику»
- Юбилейная медаль «10 лет Народной Польши»
- Юбилейная медаль «30 лет Народной Польши»
- Юбилейная медаль «40 лет Народной Польши»
- Золотая медаль «Вооружённые силы на службе Родине» (1958)
- Серебряная медаль «Вооружённые силы на службе Родине»
- Бронзовая медаль «Вооружённые силы на службе Родине»
- Бронзовая медаль «За заслуги при защите страны» (1967)
- Орден Отечественной войны I степени
- Медаль «За победу над Германией в Великой Отечественной войне 1941—1945 гг.»
- Орден Государственного флага II степени (1973)